# Коберник Олександр Миколайович
Олекса́ндр Микола́йович Кобе́рник (нар. 1 січня 1953 року, с. Кам'янка Житомирської області) — педагог, доктор педагогічних наук (2000), професор (2001), завідувач кафедри педагогіки та освітнього менеджменту Уманського державного педагогічного університету ім. П. Тичини.

## Біографічні дані
Народився 1 січня 1953 року в с. Кам'янка Житомирської області.
У 1977 році закінчив Київський педагогічний інститут. Працював учителем. З 1984 року працював завідувачем Червоноармійського районного відділу освіти Житомирської області. 
З 1987 року — в Уманському педуніверситеті: з 1990 — завідувач кафедри педагогіки і психології, одночасно з 1992 по 1995 — проректор з наукової роботи, з 1995 — декан технологічно-педагогічного факультету, з 2005 — директор Інституту природно-математичної та технологічної освіти.

## Наукова робота
Проводить наукові дослідження з проблем виховання та трудової підготовки учнів.

### Основні праці
За ЕСУ:
- Навчально-виховний процес у сільській загальноосвітній школі: сутність, проектування, організація. — К., 1998;
- Теорія і методика психолого-педагогічного проектування виховного процесу в школі: навч.-метод. посіб. — К., 2001;
- Управління виховним процесом у загальноосвітньому навчальному закладі. — К., 2003;
- Методи і засоби особистісно орієнтованого виховання: навч. посіб. — Умань, 2009.[1]

## Нагороди та відзнаки
- «Відмінник народної освіти УРСР» (1990) — «За вагомий особистий внесок у розвиток системи вищої освіти, досягнення в галузі педагогічної науки, розробку і впровадження в педагогічну практику нових концепцій та методик»;
- Нагрудний знак «А. С. Макаренко» (2005);
- Нагрудний знак «Петро Могила» (2009);
- Нагрудний знак «За наукові досягнення» (2012);
- Почесні Грамоти МОН України (1994, 2008), Національної академії педагогічних наук України (2010, 2019), Черкаської обласної державної адміністрації (2007) та обласної ради (2010).
- Лауреат премії імені Олександра Захаренка Черкаської ОДА (2016);[2]
- Громадської відзнака — срібна медаль «Василь Зеньковський» (2019)[3].